# ズアカキツツキ
ズアカキツツキ（頭赤啄木鳥、学名：Melanerpes erythrocephalus）は、キツツキ目キツツキ科に分類される鳥類の一種である。

## 分布
カナダ南部からアメリカ合衆国中部から南部にかけて分布する。夏季に北部と西部で繁殖した個体は、冬季に南方へ渡り越冬する。

## 形態
体長約23cm。頭部は全体が赤色（これが和名の由来である）で、翼や体の上面はやや光沢のある黒色。体の下面は白色である。

## 生態
開けた林に生息する。食性は雑食。枯れ木に巣穴を掘り、4個から7個ほどの卵を産む。

## 保全状態評価
- NEAR THREATENED (IUCN Red List Ver. 3.1 (2001))

## ギャラリー

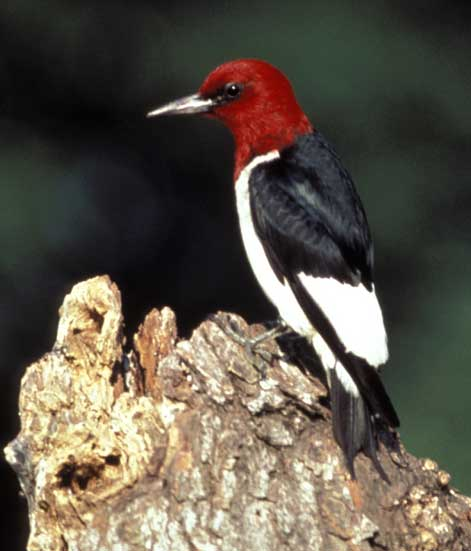
ズアカキツツキ